# Slammiversary (2021)
Slammiversary (2021) – gala wrestlingu, zorganizowana przez amerykańską federację Impact Wrestling (IW), która była nadawana na żywo w systemie pay-per-view. Odbyła się 17 lipca 2021 w Skyway Studios w Nashville. Była to siedemnasta gala z cyklu Slammiversary, a zarazem trzecie pay-per-view IW w 2021. Organizacja celebrowała dziewiętnastą rocznicę powstania.
Karta walk składała się z ośmiu pojedynków, a samo wydarzenie poprzedził Preshow match. Walką wieczoru był No Disqualification match, w którym Kenny Omega obronił Impact World Championship przeciwko Samiemu Callihanowi. W Tag Team matchu Decay (Havok i Rosemary) odebrały Fire and Flava (Kiera Hogan i Tasha Steelz) Impact Knockouts Tag Team Championship, w Ultimate X matchu Josh Alexander obronił Impact X Division Championship w walce z pięcioma rywalami. Ponadto The Good Brothers (Doc Gallows i Karl Anderson) zdobyli Impact World Tag Team Championship w Four Way Tag Team matchu, pokonując dotychczasowych mistrzów - Violent By Design (Joe Doering i Rhino), Richa Swanna i Williego Macka oraz No Way i Fallah Bahha, natomiast Deonna Purrzzo pokonała Thunder Rosę, utrzymując Impact Knockouts Championship.
W wydarzeniu zadebiutowali Jay White (zawodnik New Japan Pro-Wrestling (NJPW)), No Way (były zawodnik WWE) i Thunder Rosa (zawodniczka National Wrestling Alliance (NWA)), powrócili zaś Chelsea Green (zawodniczka Ring of Honor) i Mickie James (zawodniczka NWA) i FinJuice (David Finlay i Juice Robinson) (zawodnicy NJPW).

## Tło
Na Rebellion (25 kwietnia) Impact Wrestling ogłosił, że siedemnasta edycja Slammiversary odbędzie się w lipcu. Dokładną datę, 17 lipca, federacja podała do publicznej wiadomości 13 maja. Wydarzenie usytuowano w Skyway Studios w Nashville. Bilety dla limitowanej liczby fanów weszły do sprzedaży 4 czerwca i zostały sprzedane w niecałe 20 minut. Dodatkowe dwie wejściówki rozlosowano w drodze konkursu.

## Rywalizacje
Slammiversary oferowało walki wrestlingu z udziałem różnych zawodników na podstawie przygotowanych wcześniej scenariuszy i rywalizacji, które są realizowane podczas cotygodniowych odcinków programu Impact!. Wrestlerzy odgrywają role pozytywnych (face) lub negatywnych bohaterów (heel), którzy rywalizują pomiędzy sobą w seriach walk mających budować napięcie.

### Zapowiedzi powrotów i debiutów
Podobnie jak rok wcześniej (zob. Slammiversary (2020)), Impact Wrestling opublikował wideo promujące Slammiversary, w którym zawarto wizerunki różnych zawodników i zawodniczek, wcześniej pracujących w federacji. Pierwszą grupę stanowiły osoby zwolnione przez WWE w kwietniu w związku z oszczędnościami podczas pandemii COVID-19. Wśród nich znaleźli się Samoa Joe, Mickie James, Chelsea Green (znana również jako Laurel Van Ness). Drugą grupę, na podstawie współpracy Impact Wrestling i New Japan Pro-Wrestling, stanowili japońscy wrestlerzy – Kazuchika Okada, No Limit (Tetsuya Naito i Yujiro Takahashi). Wzmiankowano również potencjalny występ The Great Muty. Dodatkowym elementem było umieszczenie w filmie flag Meksyku, Australii i Kanady, sugerujących pojawienie się na gali zawodników z tych krajów. 20 maja ukazał się drugi film z nowymi elementami, w tym logo Bullet Club, niebiesko-różowym symbolem „II” (odnoszącym się do żeńskiego tag teamu The IIconics), wyrazem „Forgotten” (odnoszącym się do Steve’a Cutlera i Wesleya Blake’a z The Forgotten Sons), i wykrzyknieniem „YES!” (charakterystycznym dla Daniela Bryana).

## Karta walk
Zestawienie zostało opracowane na podstawie źródła:
| Nr                                                                   | Wyniki | Stypulacje                                                   | Czas  |
| -------------------------------------------------------------------- | --- | ------------------------------------------------------------ | ----- |
| 1P                                                                   | Decay (Havok i Rosemary) (z Black Taurusem i Crazzym Steve’em) pokonały Fire and Flava (Kiera Hogan i Tasha Steelz) (c)                                                                        | Tag Team match o Impact Knockouts Tag Team Championship      | 8:55  |
| 2                                                                    | Josh Alexander (c) pokonał Treya Miguela, Ace’a Austina, Chrisa Beya, Rohita Raju i Peteya Williamsa                                                                                           | Ultimate X match o Impact X Division Championship            | 15:45 |
| 3                                                                    | Matt Cardona i Chelsea Green pokonali Briana Myersa i Tenille Dashwood (z Kaleba with a K) | Mixed Tag Team match                                         | 6:05  |
| 4                                                                    | W. Morrissey pokonał Eddiego Edwardsa | Singles match                                                | 11:00 |
| 5                                                                    | FinJuice (David Finlay i Juice Robinson) pokonali Sherę i Madmana Fultona | Tag Team match                                               | 1:15  |
| 6                                                                    | Chris Sabin pokonał Moose’a | Singles match                                                | 12:00 |
| 7                                                                    | The Good Brothers (Doc Gallows i Karl Anderson) pokonali Violent By Design (Joe Doering i Rhino) (z Erikiem Youngiem i Deanerem) (c), Richa Swanna i Williego Macka oraz No Way i Fallah Bahha | Four Way Tag Team match o Impact World Tag Team Championship | 10:10 |
| 8                                                                    | Deonna Purrazzo (c) pokonała Thunder Rosę | Singles match o Impact Knockouts Championship                | 10:30 |
| 9                                                                    | Kenny Omega (c) (z Donem Callisem) pokonał Samiego Callihana | No Disqualification match o Impact World Championship        | 27:45 |
| (c) – mistrz/mistrzyni przed walkąP – walka miała miejsce w pre-show | |                                                              |       |